# 切托纳
切托纳（義大利語：Cetona），是意大利锡耶纳省的一个市镇。总面积53.19平方公里，人口2935人，人口密度55.2人/平方公里（2009年）。ISTAT代码为052008。